# Essais caméra
Les essais caméra constituent une étape essentielle de la préparation technique d'un tournage, ils sont généralement effectués dans des locaux prévus à cet effet chez le loueur de matériel. Conduits sous la responsabilité du premier assistant opérateur, ils permettent de vérifier le bon fonctionnement du matériel de prise de vues (caméra, objectifs, accessoires…) et de le préparer selon les besoins du film (filtres, vitesses variables…) que le directeur de la photographie et le cadreur ont pu définir avec la mise en scène et la production.

## Essais filmés

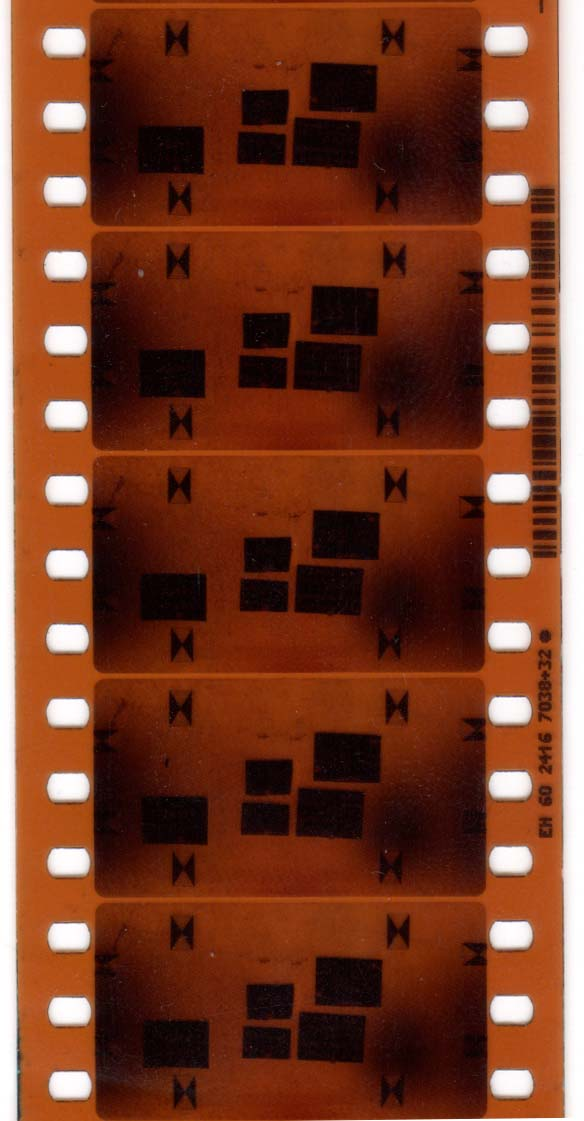
Essai de conformité de cadre filmé en 3 perforations sur un négatif 35 mm. Les flèches noires et blanches délimitent un cadre 2,35 impressionné en full frame.

### Essais de fixité
Il s'agit de vérifier la bonne stabilité du film lors de l'impression en caméra, qui, à défaut, provoquera un tremblement de l'image en projection.  Le principe de l'essai est de procéder à une double impression et d'évaluer l'éventuel déplacement relatif des images impressionnées.  Ils sont effectués en filmant une mire de fixité éditée par la CST.  La mire est centrée, placée orthogonalement à l'axe optique et filmée plein cadre.  Cette mire est impressionnée une première fois dans un sens puis elle est pivotée de 180° et ré-impressionnée.  La double exposition nécessite un rembobinage, manuel si la caméra ne permet pas la marche arrière, et une sous-exposition de chaque passage d'une valeur de diaphragme.  Cet essai est réalisé pour tous les magasins pour les caméras à magasin.  L'essai est développé puis examiné en projection.  Le défaut éventuel peut être précisément quantifié à l'examen à la loupe binoculaire.  Il peut provenir d'un mauvais réglage en tension du magasin ou d'un mauvais chargement, d'un défaut de fabrication de la pellicule ou d'un défaut mécanique dans le système de griffes/contre-griffes de la caméra.

### Conformité de cadre
Cet essai permet de vérifier la conformité de la gravure des bords cadre sur le dépoli du viseur avec les bords de la fenêtre d'impression. Pour l'effectuer, il faut placer à plusieurs endroits du bord cadre vu dans le viseur deux triangles opposés par leur sommet. On place en général deux paires de triangles par côté de cadre. Il est très pratique d'être deux pour placer ces triangles. On tourne 2 m. de pellicule. L'essai est examiné à la loupe binoculaire. Une mauvaise conformité de cadre est généralement due à un mauvais placement du dépoli ou à un dépoli non conforme au format d'impression. Le passage d'un format de prise de vue à un autre est généralement assez simple mais doit être effectué par un technicien qualifié (loueur).
Dans les cas d'un négatif destiné au Télécinéma, la conformité de cadre doit durer 30 secondes environ et être donnée au laboratoire, en particulier dans le cas de fenêtre non conforme au dépoli (impression full frame par exemple).

### Rayure
Cet essai permet de vérifier que le passage du film dans l'appareil ne provoque pas de rayure. On fait passer quelques mètres de pellicule dans l'appareil, que l'on examine ensuite soigneusement. Cet essai doit être effectué avec chaque magasin ou chaque chargeur. Si un magasin raye la pellicule, il ne sera pas utilisé.

### Calage des objectifs
Cet essai permet de vérifier que l'image la plus nette possible d'un objet situé à une distance donnée est obtenue lorsque cette distance est affichée sur la bague de mise au point. Il existe deux méthodes pour réaliser ces essais. La vérification sur banc optique ne nécessite pas d'impressionner de pellicule. Elle utilise le principe du retour inverse de la lumière et l'objectif testé est utilisé comme objectif de projection d'une mire transparente placée à l'endroit d'impression de la pellicule. L'essai filmé consiste à placer des mires de Foucault au centre de l'image, et dans les coins. Il est effectué à une distance de 50 fois la distance focale de l'objectif utilisé en 35 mm à 100 fois la focale en 16 mm ou en Super 16 avec une orthogonalité parfaite de l'axe optique au plan des mires. On impressionne alors quelques images avec la distance de mise au point correspondant à l'indication de la bague, puis on modifie cette mise au point d'un certain pas (normalement 1 mm de rotation de la bague) dans un sens puis dans l'autre, on impressionne alors encore quelques images. On va généralement de +5 à -5 pas. Cet essai est lu à la loupe binoculaire. Si un décalage apparaît, l'objectif doit être recalé. Cet essai doit être réalisé avec chaque objectif et sur un ensemble représentatif de focales pour les zooms. 

### Keylight
Permet de vérifier la sensibilité de la pellicule et d'étalonner la cellule avec laquelle on travaille pour une émulsion donnée. On filme avec une lumière plate, typiquement deux mandarines à 45°, un sujet composé de chartes colorées, de mires de contraste et d'une personne en plan rapproché. On impressionne à l'exposition nominale, puis en effectuant une sous-exposition et une sur-exposition avec un pas d'1/3 de diaph. On recherche alors le rendu le plus cohérent avec la chaîne de traitement et les intentions esthétiques.

### Contraste
On filme le même sujet que pour l'essai de keylight, mais cette fois, on joue sur l'écart d'exposition entre les deux côtés du visage. Ceci permet de définir les écarts de contrastes à utiliser selon les intentions esthétiques.

## Conclusion
Beaucoup d'autres essais peuvent être réalisés. Toute technique particulière et tout effet doit idéalement faire l'objet d'un ou plusieurs essais.
Ces essais sont aussi l'occasion pour les collaborateurs artistiques (décorateurs, costumiers, maquilleurs, coiffeurs…) de définir avec le réalisateur et le chef opérateur certains choix esthétiques pour la production.